# Каїрський Нілометр

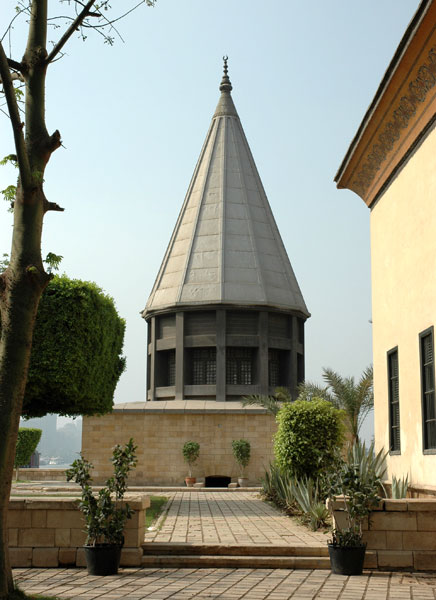
Сучасний зовнішній (надземний) вигляд Каїрського Нілометру

Каїрський Нілометр — давня башта-пристрій для виміру рівня води в Нілі, розташована в Каїрі.

## Призначення, історія і сучасність
Нілометри були доволі поширеним явищем в долині Нілу, адже за допомогою них можна було виміряти рівень води, а ці показники мали безпосереднє значення для землеробства і безпеки, вони уможливлювали прогнозування врожаїв, відтак розміри оподаткування.
Один із відомих нілометрів розташований на південній кінцівці нільського каїрського острову Рода. Його було зведено 715 року. З іншими даними, зокрема, професора Кресвелла, що здійснював тривалі і складні дослідження і розрахунки, було встановлено, що спорудження цього нілометру датується 847-м роком, причому са́ме тут архітектори вперше створили гостроконечну арку, що й дотепер можна побачити на внутрішній кам'яній стіні споруди. . 
Каїрський Нілометр — це єдина споруда громадської архітектури, що збереглась до нашого часу зі збудованого у найдавнішому в «Старому Каїрі» поселенні Фустат.
Каїрський Нілометр являє собою велику башту з 8-гранною градуйованою колоною, до якої примикає глибокий басейн з ґвинтовими сходами, що спускаються на дно. І нині від травня до вересня рівень Нілу в Каїрі здіймається майже на 6 метрів. 
Сучасний вигляд Каїрського Нілометру значно різниться від первинного, адже є результатом подальших перебудов.
У наш час Каїрський Нілометр відкритий за плату для відвідування туристами.

## Галерея

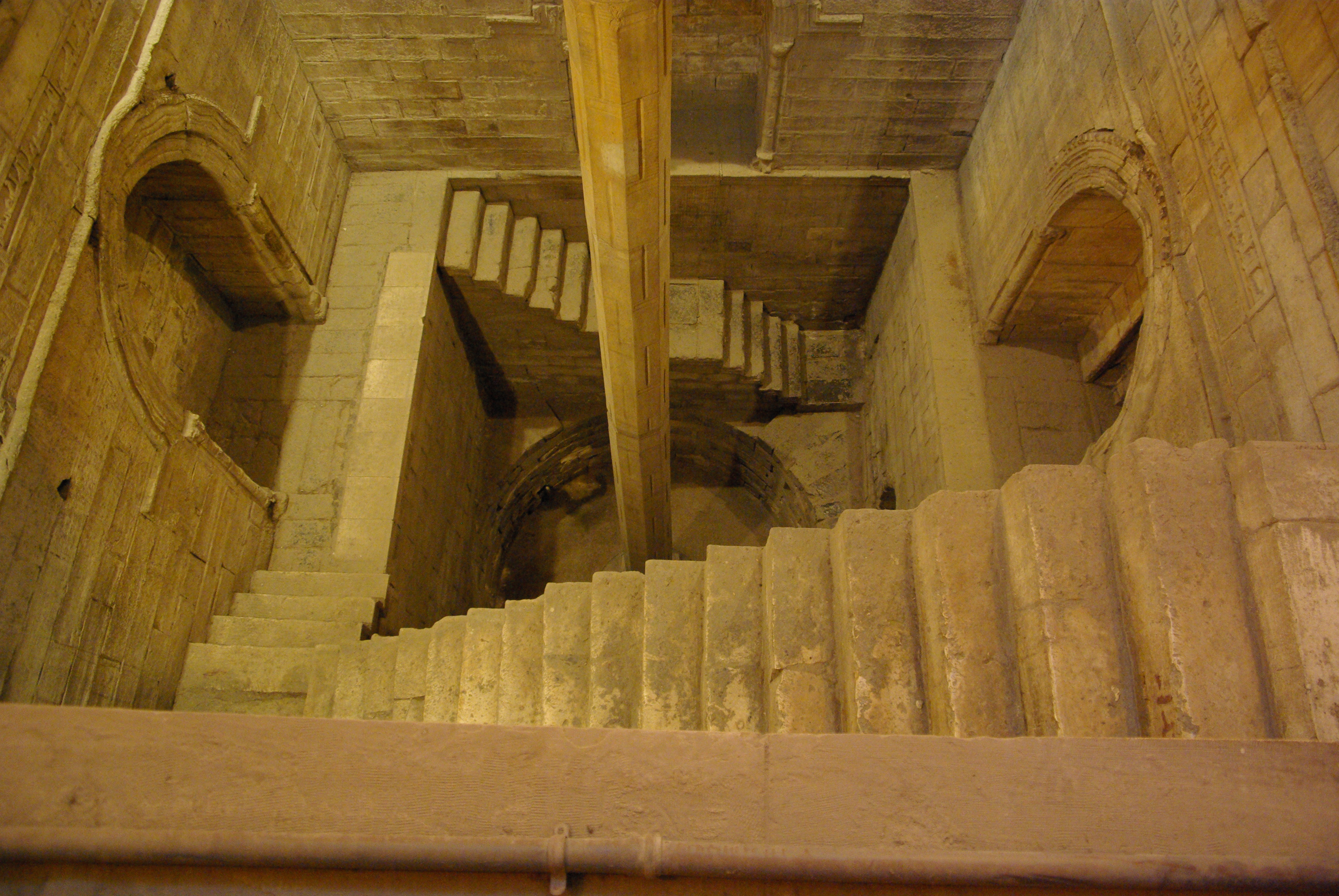
Градуйована колона і ґвинтові сходи Каїрського Нілометру
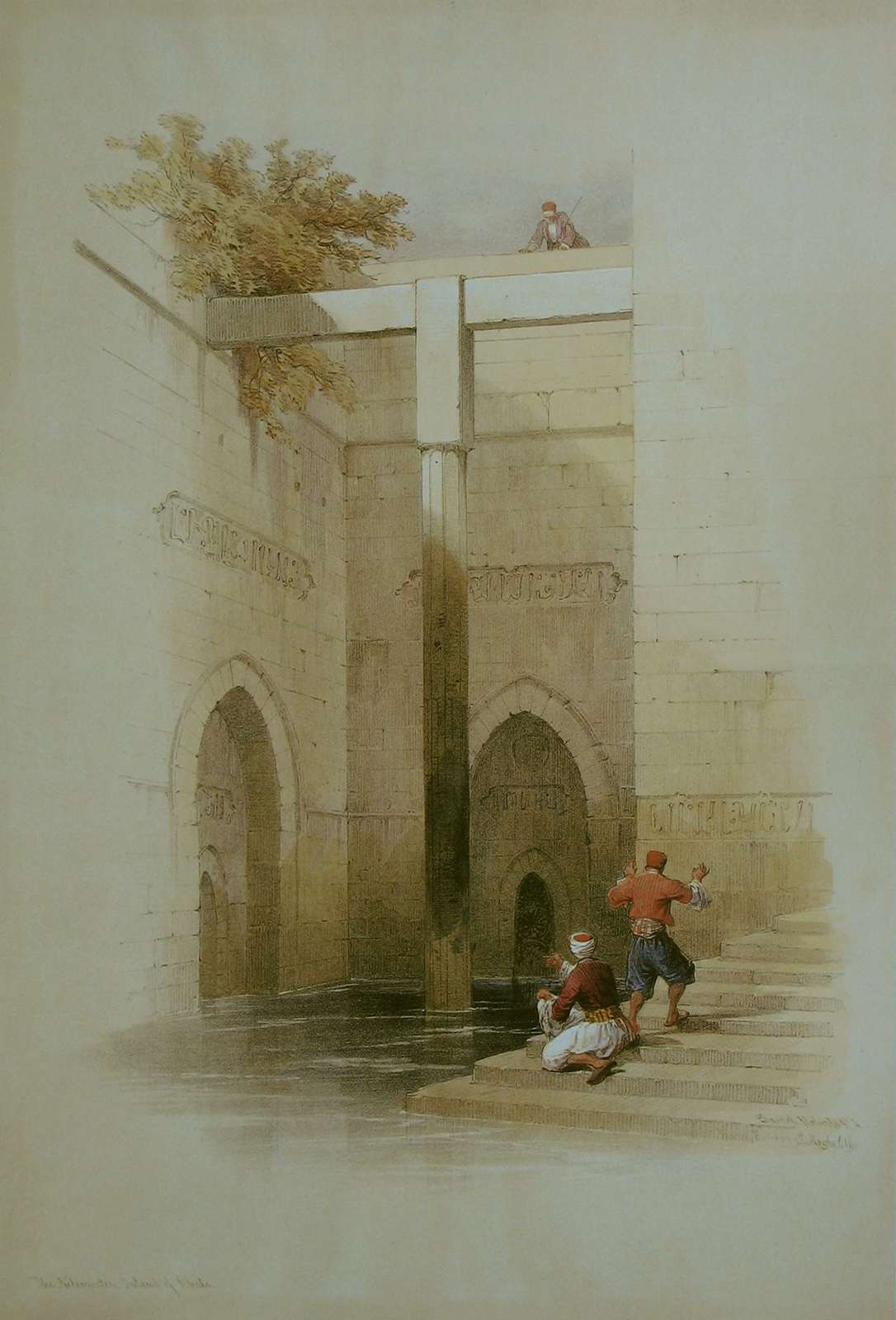
Малюнок Каїрського Нілометру авторства Девіда Робертса (David Roberts), сер. XIX ст.

## Виноски
1. ↑  Ходжаш С. Каир. («Города и музеи мира»), М.: «Искусство», 1975, стор. 8 (рос.)
2. ↑  Фостат-Міср на www.anhar.ru [Архівовано 26 лютого 2009 у Wayback Machine.] (рос.)
3. ↑  Ходжаш С. Каир. («Города и музеи мира»), М.: «Искусство», 1975, стор. 164 (рос.)